# 奥尔洛夫环形山
奥尔洛夫环形山（Orlov）是月球背面南半球一座古老的大撞击坑，约形成于酒海纪，其名称取自苏联二名天文学家：亚历山大·雅科夫列维奇·奥尔洛夫（Aleksandr Iakovlevich Orlov，1880年-1954年）和谢尔盖·弗拉基米罗维奇·奥尔洛夫（Sergei Vladimirovich Orlov，1880年-1958年），1970年被国际天文学联合会正式批准接受。

## 描述

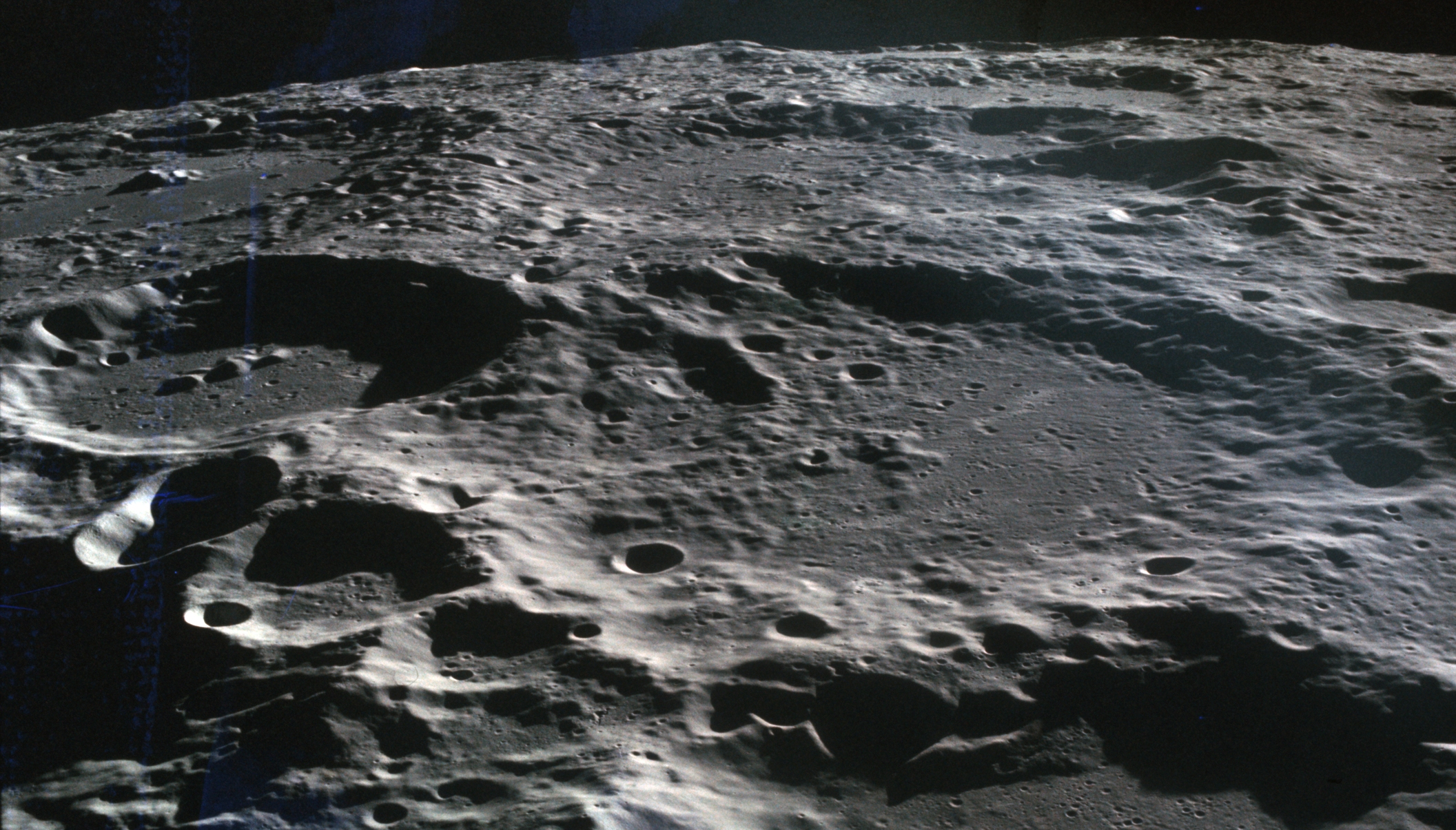
阿波罗17号拍摄的西南向斜视图，左边是奥尔洛夫环形山，右边是卫星坑奥尔洛夫 Y，左后方是列文虎克环形山。

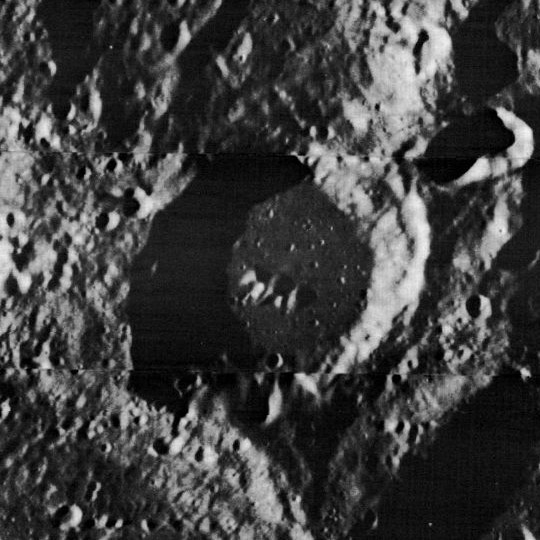
月球轨道器2号拍摄的图像

该陨坑西侧毗邻拿索环形山；西北偏北靠近德弗里斯环形山；东北分别坐落着博克陨石坑和斯尼亚德茨基陨石坑；而伦福德环形山和列文虎克环形山分别位于它的东南和西南，奥尔洛夫环形山的东北则是忘湖。该陨坑的中心月面坐标为25°46′S 175°05′W / 25.77°S 175.08°W，直径72.9公里，深度2.8公里。
奥尔洛夫环形山外观呈东西向外突出的多边形状，整体已严重损毁。陨坑北侧壁切入在更大的卫星坑奥尔洛夫 Y中，而南侧则嵌入在卫星坑列文虎克 E的东北壁中，使它这一面的内壁更宽阔。奥尔洛夫环形山的内壁显示有一些阶地结构，尤其是西南侧更为明显；陨坑壁平均高出周边地形1360米，内部容积约有6100立方千米。坑底表面相对平坦，沿西南内壁分布有一些小撞击坑，中心点附近伸展着一列东西走向的山丘。这些中央丘是由钙长石（A）、含85-90%斜长石的辉长岩-苏长岩-橄长斜长岩（GNTA1）和含80-85%斜长石的辉长岩-苏长岩-橄长斜长岩（GNTA2）以及辉长苏长岩所组成。卵状的卫星坑奥尔洛夫 D附靠在它的东北侧外壁上。

## 卫星陨石坑
按惯例，最靠近奥尔洛夫环形山的卫星坑在月图上以字母标注在该坑中心点的旁边。

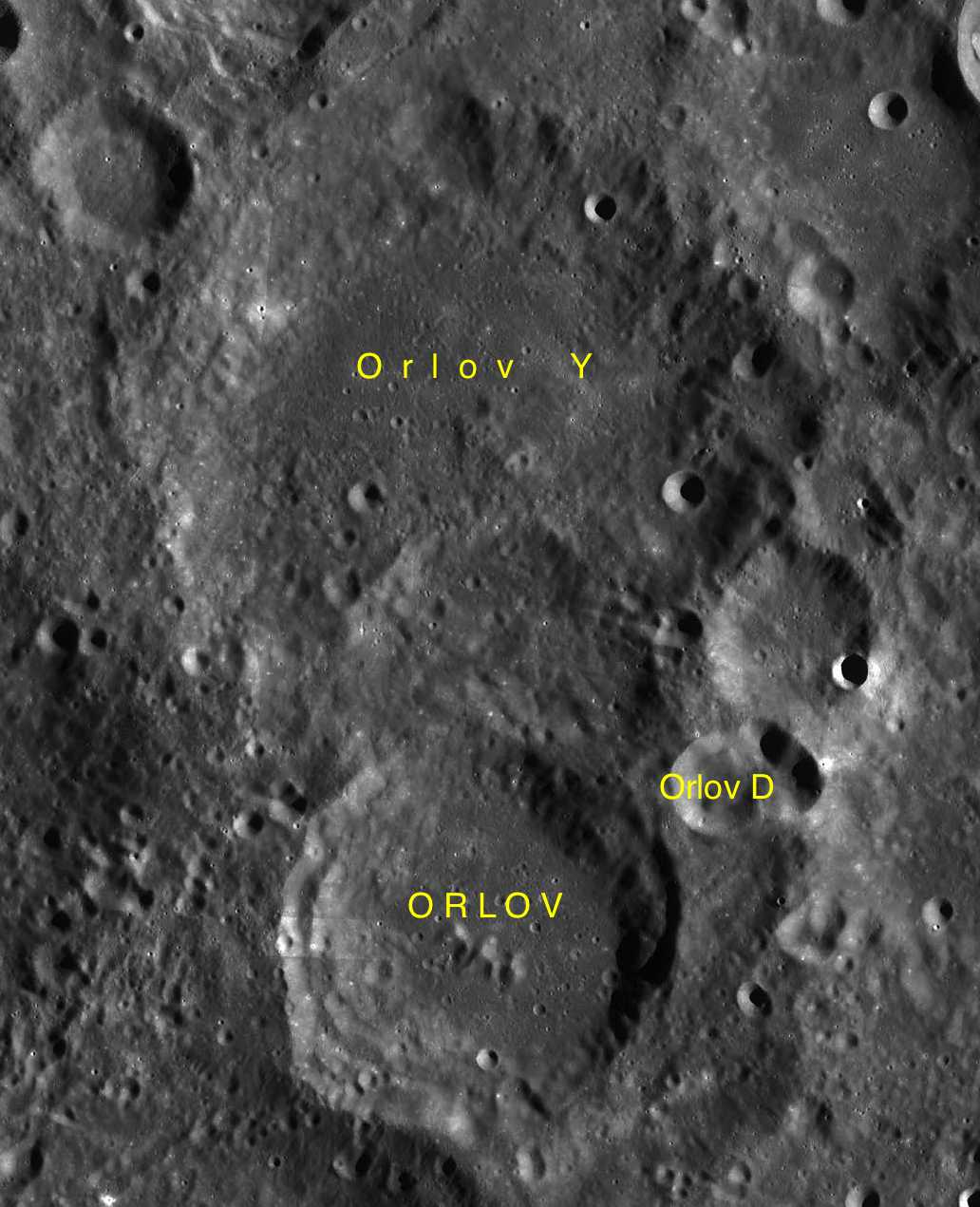
LAC-104 月图

| 奥尔洛夫 | 纬度    | 经度     | 直径     |
| -------- | ------- | -------- | -------- |
| D        | 24.8° S | 173.4° W | 27 公里  |
| Y        | 22.8° S | 175.1° W | 126 公里 |

- 卫星坑奥尔洛夫 Y形成于前酒海纪[1]。

## 另请参阅
- Andersson, L. E.; Whitaker, E. A. . NASA RP-1097. 1982.
- Blue, Jennifer. . USGS. July 25, 2007  [2007-08-05]. （原始内容存档于2013-02-13）.
- Bussey, B.; Spudis, P. . New York: Cambridge University Press. 2004. ISBN 978-0-521-81528-4.
- Cocks, Elijah E.; Cocks, Josiah C. . Tudor Publishers. 1995. ISBN 978-0-936389-27-1.
- McDowell, Jonathan. . Jonathan's Space Report. July 15, 2007  [2007-10-24]. （原始内容存档于2018-12-25）.
- Menzel, D. H.; Minnaert, M.; Levin, B.; Dollfus, A.; Bell, B. . Space Science Reviews. 1971, 12 (2): 136–186. Bibcode:1971SSRv...12..136M. doi:10.1007/BF00171763.
- Moore, Patrick. . Sterling Publishing Co. 2001. ISBN 978-0-304-35469-6.
- Price, Fred W. . Cambridge University Press. 1988. ISBN 978-0-521-33500-3.
- Rükl, Antonín. . Kalmbach Books. 1990. ISBN 978-0-913135-17-4.
- Webb, Rev. T. W.  6th revised. Dover. 1962. ISBN 978-0-486-20917-3.
- Whitaker, Ewen A. . Cambridge University Press. 1999. ISBN 978-0-521-62248-6.
- Wlasuk, Peter T. . Springer. 2000. ISBN 978-1-85233-193-1.